# Hoàng Thị Thế
Hoàng Thị Thế (31 tháng 3 năm 1901 — 9 tháng 12 năm 1988), tên Pháp Marie Beatrice Destham, là một nữ diễn viên điện ảnh người Việt Nam. Bà được xem là diễn viên điện ảnh người Việt đầu tiên và được coi là "Minh tinh người Việt" thành danh tại Pháp vào đầu thế kỷ 20. Bà là con gái duy nhất của Hoàng Hoa Thám, người lãnh đạo các cuộc khởi nghĩa chống Thực dân Pháp, nhưng cũng lại là con gái nuôi của Tổng thống Pháp Paul Doumer.

## Cuộc đời

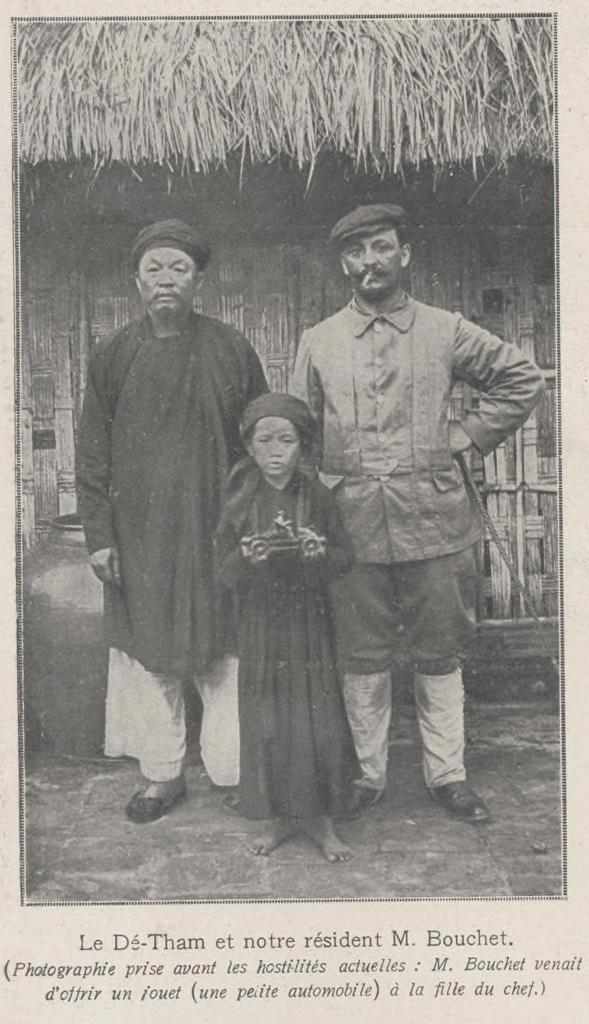
Hoàng Thị Thế cùng cha và Alfred Bouchet

Hoàng Thị Thế sinh ngày 31 tháng 3 năm 1901 tại Yên Thế, Bắc Giang. Bà Thế là con của bà Đặng Thị Nho, người vợ thứ ba của Hoàng Hoa Thám.

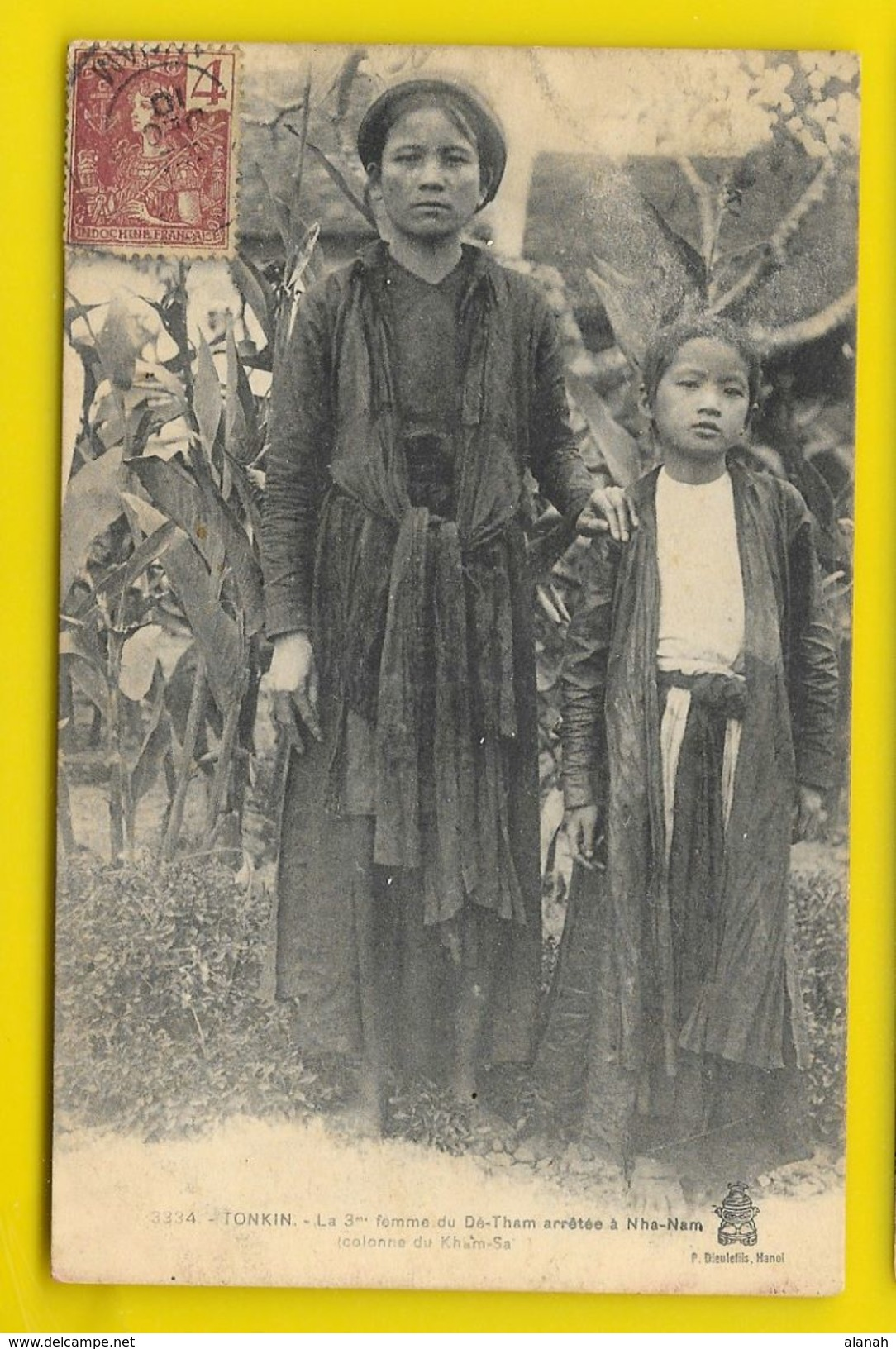
Hoàng Thị Thế và mẹ lúc bị bắt

Ngày 1 tháng 12 năm 1909, bà Đặng Thị Nho cùng Hoàng Thị Thế bị quân đội Pháp bắt tại Chợ Gồ. Sau đó bà Nho bị giam ở Hỏa Lò, Hà Nội rồi bị kết án đày ở đảo Guyane, Nam Mỹ. Bà mất vào ngày 25 tháng 11 năm 1910. Theo sử sách Việt Nam, bà Nho đã nhảy xuống biển tự tử trên đường đến Guyane, tuy nhiên theo tài liệu Pháp thì bà chết tại Algiers vì bệnh lao.
Năm 1913 Khởi nghĩa Yên Thế chấm dứt và thủ lĩnh Hoàng Hoa Thám qua đời với nhiều giả thiết khác nhau về cái chết của ông.
Khi đồn Phồn Xương bị vỡ, bà Hoàng Thị Thế lúc đó mới 8 tuổi. Bà cùng người chị dâu chạy lánh nạn nhưng cả hai bị Pháp bắt. Bà Thế được đưa về Nhã Nam cho mật thám Alfred Bouchet như "một món chiến lợi phẩm đáng giá". Một người nghĩa quân già tên là Cai Mễ vì thương con gái còn bé của chủ tướng nên đã đến gặp Bouchet xin hàng để được trông sóc cô Thế.
Sau một thời gian Alfred Bouchet giám hộ, rồi giao bà Thế lại cho nhà tư sản Nguyễn Hữu Thu ở Hải Phòng chăm sóc tiếp. Có tài liệu cho rằng do Đề Thám trước đây nhiều lần tha mạng cho người Pháp, nên người con gái duy nhất của ông cũng được nhiều người Pháp thời điểm đó giúp đỡ. Bà Thế vì vậy đã được Toàn quyền Đông Dương lúc đó là Albert Sarraut đặt tên là Marie Beatrice Destham nhận làm con nuôi và đưa sang Pháp lúc bà 12 tuổi. Bà được học tại trường nội trú Jeanne d’Arc ở Biarritz.
Năm 21 tuổi, bà Hoàng Thị Thế tốt nghiệp tú tài. Năm 1925, bà về Việt nam làm Thủ thư ở Phủ Thống sứ Bắc kỳ. Trong thời gian này, bà bắt đầu nỗ lực suốt 30 năm để đòi lại đất mà chính quyền thực dân từng cấp cho cha mình ở Phồn Xương. Sau khi thất bại, bà Thế lại quay về Pháp đầu năm 1927, và được phụ cấp một khoản tiền 2500 franc mỗi tháng. Theo mật thám Pháp, trước đó bà đã dính vào một cuộc tình với một viên chức lớn làm chấn động Hà Nội. Tháng 6 năm 1928, bà bị chiếc xe của André Tardieu (chủ tịch hội đồng bộ trưởng) tông vào; bà bị thương ở tay và chân và phải nhập viện, nhưng từ chối truy tố. Năm 1931, khi Paul Doumer trở thành Tổng thống Pháp, vì có cha nuôi là tổng thống nên vị thế của Hoàng Thị Thế được giới thượng lưu châu Âu biết đến.
Ngày 6 tháng 5 năm 1932, khi bị một người Nga tên Pavel Gorguloff ám sát, Tổng thống Paul Doumer đã được bà Hoàng Thị Thế sơ cứu đầu tiên. Vụ việc này sau đó báo chí Pháp và Việt Nam cùng đưa tin. Sau khi cha nuôi của bà Thế mất, gia đình Pháp của bà nhiều xáo trộn tranh giành quyền lợi tài sản nên bà quyết định sống tự lập với nghề thư ký và bán hàng sống một mình. Chính quyền thuộc địa ngưng phụ cấp hàng tháng vào đầu năm 1933, nhưng sau đó tiếp tục cho đến năm 1936, rồi giảm còn lại một nửa đến khi kết thúc năm 1940.
Sau 1940, không còn khoản tiền phụ cấp và đã ly dị chồng, bà di chuyển nhiều nơi: một thị trấn nhỏ phía Bắc Bordeaux (1940–1940), rồi Hauterive phía Nam Vichy (1941 tới tháng 10 năm1943), rồi Montauban phía Bắc Toulouse (10/1943 – 10/1944), rồi cuối cùng đến Pergignan. Tại Pergignan bà kiếm sống bằng coi bói bằng chỉ tay.
Không có tài liệu đáng tin cậy nào về cuộc sống của bà tại Pháp trong thập niên 1950. Theo giai thoại, bà Trần Lệ Xuân khi sang Pháp được sự ủy quyền của Tổng thống Ngô Đình Diệm đã mời bà Thế về Sài Gòn sinh sống nhưng bà đã từ chối. Theo Keith thì giai thoại này gần như chắc chắn là bịa đặt bởi chính bà Thế hay một sử gia nào đó. Năm 1960, bà Thế được ông Phan Kế Toại, Phó thủ tướng Việt Nam Dân chủ Cộng hòa, giúp đỡ đã về Hà Nội. Đến năm 1961 thì bà Thế về Bắc Giang sống gần con cháu.
Ngày 9 tháng 12 năm 1988, bà Hoàng Thị Thế qua đời tại khu tập thể Văn Chương, Hà Nội, thọ 87 tuổi. Mộ phần của của bà được đặt tại khu di tích Phồn Xương, Yên Thế, Bắc Giang.

### Gia đình
Với vị thế của mình, bà đã có quan hệ tình cảm với nhiều người và cũng được nhiều người cầu hôn. Bà từng báo với chính quyền Pháp rằng Nguyễn Ái Quốc đã cho người đến cầu hôn vào tháng 3 năm 1928; theo sử gia Charles P. Keith thì thông tin này hoàn toàn do bà bịa đặt.
Ngày 14 tháng 8 năm 1931, bà Hoàng Thị Thế tổ chức đám cưới với Jean Bourgès lúc đó 24 tuổi, là người Pháp gốc Bỉ. Đám cưới của bà có người làm chứng là thượng nghị sĩ, Đại sứ toàn quyền các thuộc địa Albert Sarraut.
... Trên thiệp cưới của bà Thế, tạm dịch sang tiếng Việt, ghi như sau: “Tổng thống nước Cộng hòa Pháp và ngài Albert Sarraut, vinh dự báo tin lễ thành hôn của con gái nuôi: Công chúa Hoàng Thị Thế...— Báo Thanh Niên online

Năm 1935, Hoàng Thị Thế sinh một con trai đặt tên là Jean-Marie Bourgès. Jean-Marie sau này trở thành nhà vô địch quốc gia trong bộ môn bắn đĩa bay; ông có ba người con, trong đó có một người tên Hubert là một nhà điêu khắc.
Chồng bà Thế sau khi biết việc nghị hòa giữa nghĩa quân Yên Thế với Pháp của Đề Thám trước đó đã có mâu thuẫn với bà. Nguyên do là việc nghị hoà này có điều kiện là toàn quyền Đông Dương Paul Doumer chia vùng Yên Thế cho Đề Thám cai quản. Người chồng bà Thế khi tính đến vùng đất rộng lớn Yên Thế nên yêu cầu Toàn quyền Đông Dương lúc ấy là Pasquier phải trả lại vùng đất này cho vợ ông với trị giá khoảng 100 triệu Franc. Tuy nhiên chính quyền Pháp lúc đó đã không đồng ý nên vụ việc này được chuyển ra tòa. Vụ kiện diễn ra trong 2 năm với phần thắng thuộc về chính quyền Pháp. Cuộc hôn nhân của bà Thế và người chồng Pháp cũng đổ vỡ vào năm 1940. Theo sử gia Charles P. Keith thì cuộc hôn nhân của hai người đổ vỡ một phần do bà muốn ở lại Paris tiếp tục sự nghiệp điện ảnh của mình, trong khi gia đình chồng thì muốn về lại Bordeaux.

### Diễn viên điện ảnh
Năm 1930, bộ phim đầu tiên do Hoàng Thị Thế đóng mang tên La Lettre (Một bức thư) của đạo diễn Louis Mercanton được công chiếu. Bộ phim do Hãng Paramount sản xuất tại Paris, Pháp. Bà Thế xuất hiện trong phim với vai diễn là công chúa Li-Ti mà báo Pháp thời đó gọi là Công chúa Trung Hoa. Vai diễn của bà đã thu được nhiều thành công ngoài dự kiến nên bà Thế trở nên nổi tiếng và được nhiều người biết đến.
Sau thành công của bộ phim La Lettre, Hoàng Thị Thế tiếp tục tham gia các phim La donna bianca của đạo diễn Jack Salvatori - năm 1931, Le secret de l’émeraude (Bí mật ngọc lục bảo) - năm 1935, đạo diễn Maurice de Canonge.

### Viết hồi ký
Năm 1963, bà Thế bắt đầu viết hồi ký bằng tiếng Pháp kể về thời thơ ấu của mình từ năm 1906 đến 1909. Phần lớn hồi ký không nói nhiều về chính bà mà phần lớn là về Hoàng Hoa Thám, và không nhắc gì về cuộc sống gần 40 năm của bà tại Pháp. Năm 1974, bà Thế ra Hà Nội ở phòng 31 khu tập thể Văn Chương. Năm 1975, cuốn hồi ký của bà hoàn thành và xuất bản với tên Kỷ niệm thời thơ ấu do Ty Văn hóa Hà Bắc xuất bản. Hồi ký được nhà thơ Hoàng Cầm, bút danh Lê Kỳ Anh dịch sang tiếng Việt, hiệu đính của Khổng Đức Thiêm xuất bản cùng năm. Ngày 4 tháng 10 năm 2017, cuốn hồi ký của bà Thế được Công ty Cổ phần Sách Omega Việt Nam và Nhà xuất bản Khoa học Xã hội tái bản.

## Câu nói
Theo hồi ký của bà, khi đang làm thủ thư tại Phủ Thống sứ Bắc kỳ năm 1925, Hoàng Thị Thế gặp lại Alfred Bouchet đang là Công sứ Hải Dương, ông đã nói với bà Thế: "Cha cô không phải là người mánh khóe”. Bà Thế đã trả lời:
| “                | ... Chính vì vậy các ông mới làm hại được cha tôi, nhưng với tôi, ông không cần phải nói nhiều. Tôi đã có kinh nghiệm và những kẻ xảo trá tôi có thể đánh hơi thấy chúng từ xa... | ” |
| — Hoàng Thị Thế, | |   |

## Đánh giá
Trong cuốn "Đề Thám (1846- 1913): Một nghĩa sĩ Việt Nam chống lại chế độ thuộc địa Pháp”, 400 trang của tác giả Claude Gendre do “Tủ sách Pháp ngữ - Góc nhìn sử Việt” - Công ty cổ phần Sách Omega Việt Nam giới thiệu; ông Claude Gendre viết về bà Hoàng Thị Thế:
- | “ | Hoàng Thị Thế luôn bị các thế lực chính trị Pháp từ Tổng thống, Toàn quyền, Thống sứ, Bộ trưởng... thao túng cho tới khi không còn lợi dụng về mặt chính trị nữa thì bị ruồng bỏ, lâm vào khó khăn... Hoàng Thị Thế vẫn luôn là một biểu tượng sống trong lòng người Việt Nam... | ” |

Sử gia Charles P. Keith thuộc Đại học Tiểu bang Michigan, trong bài "Trường hợp kỳ lạ của Hoàng Thị Thế" viết về cuộc đời bà, nhận xét "Hoàng Thị Thế, con gái của một nhân vật nổi tiếng trong phong trào chống nỗ lực chinh phục Việt Nam của Pháp, là một người quyến rũ; tự nhận mình là một công chúa, và sau này trở thành một ngôi sao điện ảnh, bà đã cuốn hút được những người xung quanh". Tuy nhiên, cuộc đời bà đầy mất mát và gian khổ, nhưng "vì thân phận của mình, các mối quan tâm chính thức đến bà, được ghi chép qua các tài liệu của mật thám Pháp và lời tuyên truyền của chính quyền cách mạng Việt Nam, khiến cuộc đời bà trở thành một ví dụ phong phú hiếm thấy trong việc sử dụng tiểu sử [cá nhân] để khắc họa những khó khăn hằng ngày,..., những điều trớ trêu và buồn rầu của giai đoạn thuộc địa trong lịch sử Việt Nam."
Theo Keith, các nguồn sử liệu về bà chủ yếu lấy từ mật thám Pháp và từ quyển hồi ký của bà xuất bản tại Việt Nam Dân Chủ Cộng hòa. Các tài liệu mật thám được viết theo quan điểm của các quan chức Pháp, thể hiện mối lo âu của nhà cầm quyền rằng bà sẽ đi theo bước chân của người cha huyền thoại. Mặt khác, cuốn hồi ký có nhiều dấu ấn của các sử gia nhà nước Việt Nam Dân chủ Cộng hòa, sử dụng thân thế bà để liên kết huyền thoại về cha bà với lịch sử hào hùng của nhà nước non trẻ này.